# او-۵۶۱
او-۵۶۱ (به آلمانی: U-561) یک او-بوت کریگس‌مارینه از نوع ۷سی بود.

## تاریخچه عملیاتی

### گشت نخست
او-۵۶۱ به فرماندهی روبرت بارتلس در نخستین گشت رزمی خود، در قابل تاکتیک ولف‌پک به همراه او-بوت‌های دیگر، شب ۲۸ ژوئیه سال ۱۹۴۱ کاروان او جی ۶۹ بریتانیایی را در شمال غربی دماغه فینیستر مورد حمله قرار داد. در جریان این حمله وروتام، کشتی ۱۸۸۴ تنی بریتاینایی توسط این او-بوت غرق شد.